# St.-Elisabeth-Hospital Herten

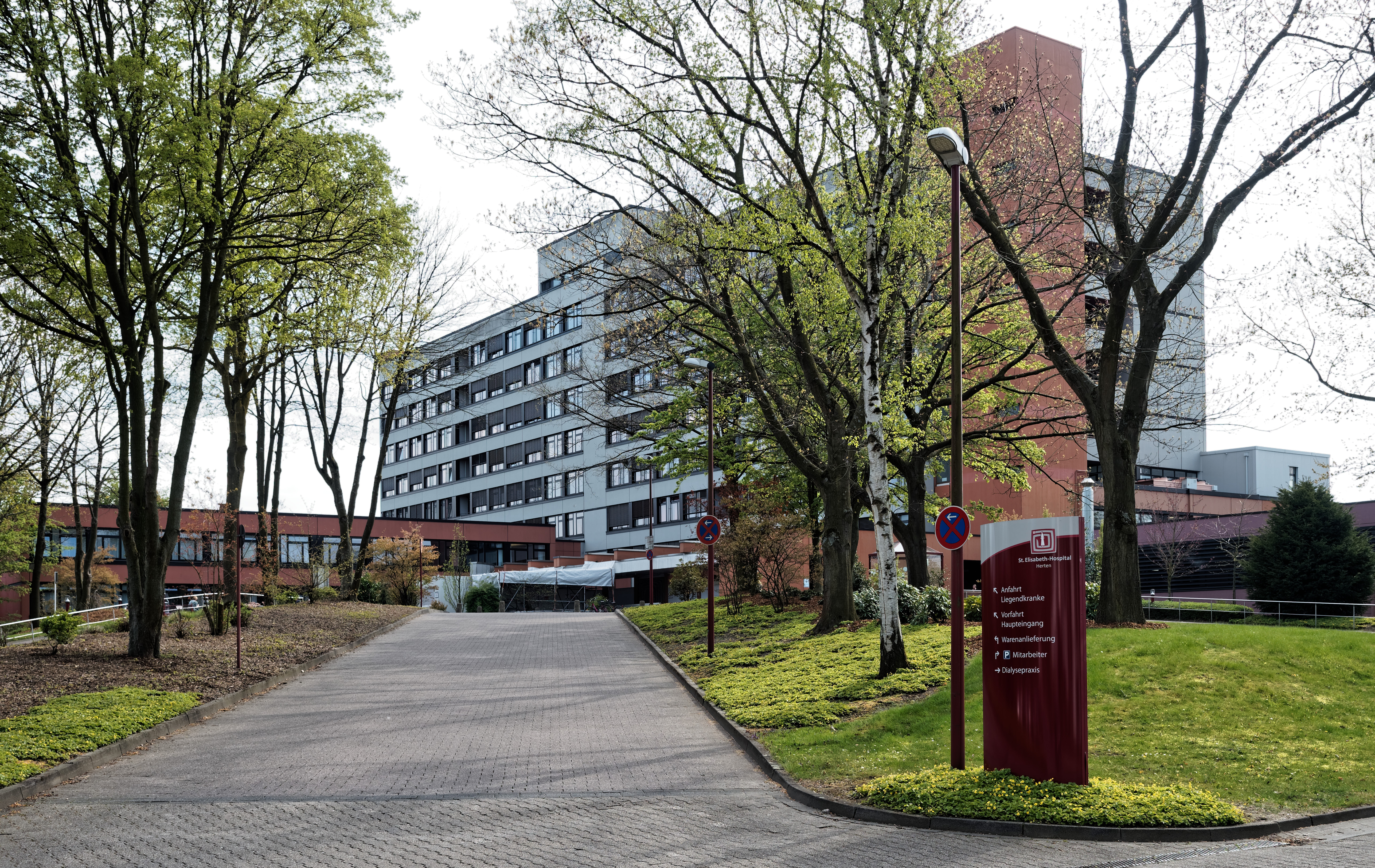
St.-Elisabeth-Hospital Herten

Das St.-Elisabeth-Hospital ist ein Krankenhaus in der nordrhein-westfälischen Stadt Herten. Es ist ein Krankenhaus der Maximal- und Regelversorgung mit über 300 Betten und gehört gemeinsam mit dem Prosper-Hospital Recklinghausen zur Stiftungsklinikum PROSELIS GmbH, die insgesamt 2.000 Mitarbeiter beschäftigt und zu den größten Gesundheitsversorgern im Ruhrgebiet zählt.

## Geschichte

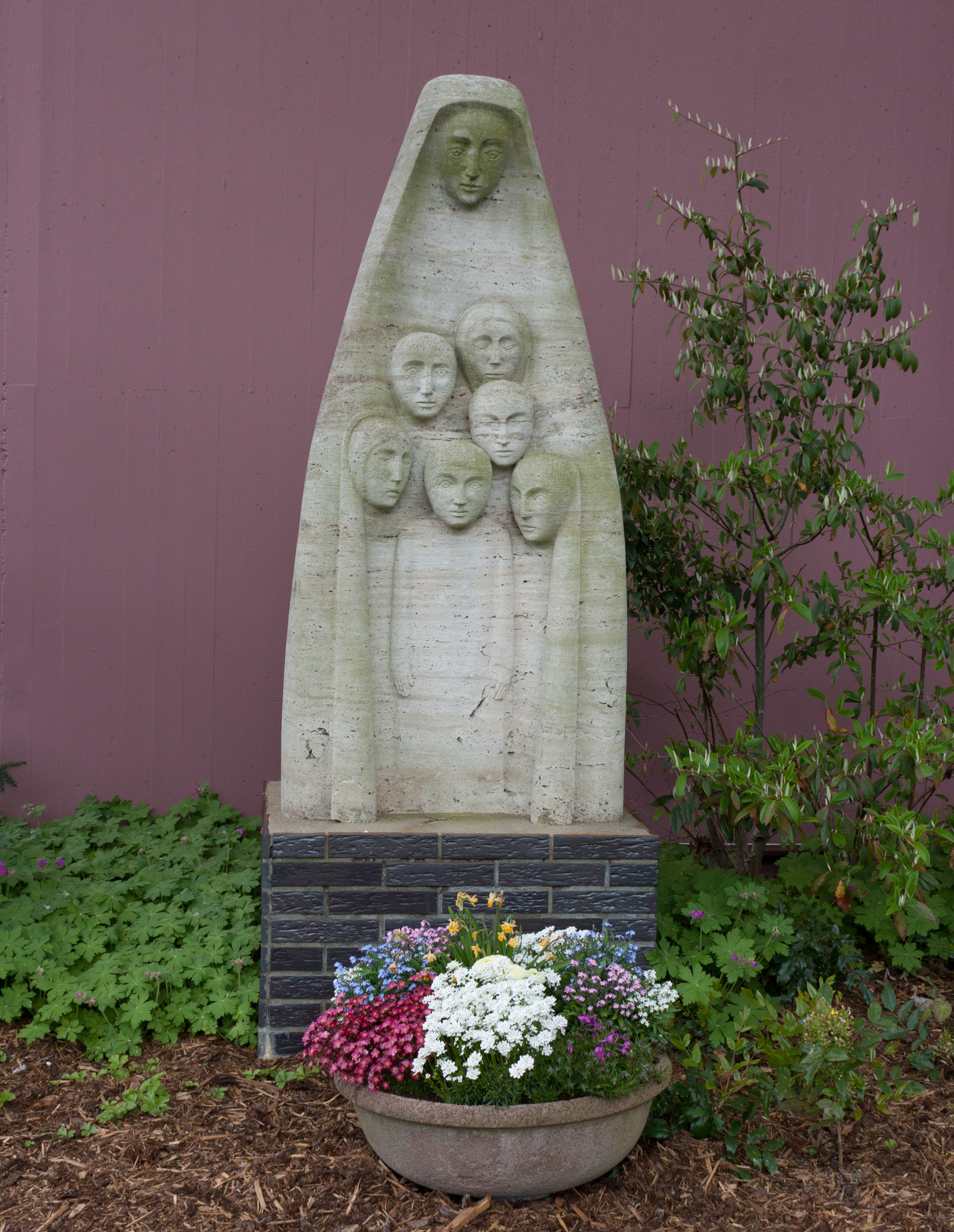
Schutzmantelmadonna von Bonifatius Stirnberg am südöstlichen Flügel des Hauses

Das Krankenhaus wurde Ende des 19. Jahrhunderts vom Pfarrer der katholischen Kirchengemeinde St. Antonius, Heinrich Westmeyer, gegründet. Unterstützt wurde er dabei von Privatpersonen wie der Familie Graf Nesselrode, die das Grundstück in der Kuriger Heide stiftete. Er gewann private Geldgeber und Firmen wie die Zechen Ewald sowie Schlägel & Eisen, die kostenlos Ziegelsteine lieferten. Am 9. Juni 1895 konnte das Krankenhaus seinen Betrieb aufnehmen, wenige Monate nach Westmeyers Tod. Es wurde betrieben vom Orden der „Armen Töchter der Barmherzigkeit“ zu Heiligenstadt, die sich heute „Schwestern der hl. Maria Magdalena Postel“ nennen. Elisabeth Gräfin Droste zu Vischering von Nesselrode-Reichenstein gab dem Haus den Namen, den es noch heute trägt. In den kommenden Jahren wurde der Bau erweitert und vergrößert. 1904 kam das Isolierhaus hinzu. Im gleichen Jahr wurden die Statuten und die Stiftung „St. Elisabeth-Hospital zu Herten“ von Kaiser Wilhelm II. genehmigt. Im Mai 1917 wurde die hauseigene Krankenpflegeschule eröffnet. Am 11. Februar 1922 folgte die Vestische Krüppelheilanstalt, die spätere Vestische Klinik für Orthopädie, die in der Villa Lauf angesiedelt war. Hier wurden zunächst Kinder, später auch Erwachsene behandelt. Während des Zweiten Weltkriegs mussten Stationen z. T. in den Keller verlegt werden, wo sich auch Luftschutzräume befanden. Die Jahre 1952 und 1953 waren geprägt von der Behandlung zahlreicher Polio-Patienten. 1972 begann der Neubau im Hertener Schlosspark, der am 4. Mai 1977 eingeweiht wurde. Im ehemaligen Krankenhausgebäude in der Hertener Hospitalstraße befindet sich heute ein Alten- und Pflegeheim der Caritas.

## Heutige Strukturen
Im Jahr 2006 übernahm mit der St. Elisabeth Hospital Herten gGmbH eine hundertprozentige Tochter der Stiftung St. Elisabeth die Trägerschaft des Hospitals. Im Jahr 2008 gründeten die Verantwortlichen des St. Elisabeth-Hospitals gemeinsam mit den Verantwortlichen des Prosper-Hospitals Recklinghausen eine Holding: die KVVR gGmbH. Seit 2019 sind die beiden Krankenhäuser in der Stiftungsklinikum PROSELIS gGmbH zusammengefasst. Beide Kliniken wurden im Jahr 2023 durch das Magazin Stern als herausragende Arbeitgeber im Bereich Pflege bezeichnet. Bewertet wurden, neben Qualitätsmerkmalen, die Arbeitsbedingungen, Entwicklungsmöglichkeiten, Finanzen sowie die Möglichkeiten, Arbeit und Familie in Einklang zu bringen. Das St.-Elisabeth-Hospital wurde dabei für die guten Arbeitsbedingungen als eher kleinen Klinik ausgezeichnet. Die Hertener Klinik hat 800 Mitarbeiter und 310 Betten.

### Abteilungen
Im St. Elisabeth-Hospital gibt es heute sechs Fachabteilungen.
- Anästhesie und operative Intensivmedizin
- Allgemein- und Viszeralchirurgie
- Orthopädie und Unfallchirurgie
- Gastroenterologie und Allgemeine Innere Medizin (Innere I)
- Kardiologie und Internistische Intensivmedizin (Innere II)
- Radiologie und Nuklearmedizin

### Schwerpunktzentren
Das St.-Elisabeth-Hospital verfügt über drei Schwerpunktzentren, die eine spezialisierte Versorgung anbieten.
- Kompetenzzentrum für Hernienchirurgie, als Kompetenzzentrum für Hernienchirurgie zertifiziert von der Deutschen Gesellschaft für Allgemein- und Viszeralchirurgie (DGAV)[5]
- Endoprothetikzentrum der Maximalversorgung, durch die Deutsche Gesellschaft für Orthopädie und Orthopädische Chirurgie ernannt und mehrfach rezertifiziert[6]
- Lokales Traumazentrum, Mitglied des Trauma-Netzwerks Ruhrgebiet